# Hydroxyde alcalin
Les hydroxydes alcalins sont une classe de composés chimiques composés d'un cation de métal alcalin et d'un anion hydroxyde (OH−), soit :
- l'hydroxyde de lithium (LiOH) ;
- l'hydroxyde de sodium (NaOH) ;
- l'hydroxyde de potassium (KOH) ;
- l'hydroxyde de rubidium (RbOH) ;
- et l'hydroxyde de césium (CsOH).

L'hydroxyde alcalin le plus commun est l'hydroxyde de sodium, appelé « soude » ou « soude caustique » en solution aqueuse, et disponible dans un grand nombre de produits de droguerie comme des déboucheurs chimiques. Un autre représentant commun est l'hydroxyde de potassium (appelé « potasse » en solution aqueuse), notamment présent dans les solutions de nettoyage des surfaces boisées.
Tous les hydroxydes alcalins forment des solutions alcalines (bases fortes) et sont donc très corrosifs, et ce d'autant plus que l'alcalin a un grand numéro atomique.